# منطقه چاویانگ
منطقه چاویانگ (به چینی: 朝阳区، به پین‌یین: Cháoyáng Qū) یک منطقهٔ شهرداری تابع شهر پکن، پایتخت  جمهوری خلق چین است.

## خصوصیات
منطقه چاویانگ ۴۷۵ کیلومترمربع مساحت و ۳٬۵۴۵٬۰۰۰ نفر جمعیت دارد و ۳۴ متر بالاتر از سطح دریا واقع شده‌است.

## خواهرخوانده
شهر بروکلین، نیویورک خواهرخواندهٔ منطقه چاویانگ هست.